# Mean Green de North Texas
Le Mean Green de North Texas (en anglais : North Texas Mean Green) est un club omnisports universitaire de l'université du Nord du Texas à Denton (Texas). Les équipes des Mean Green participent aux compétitions universitaires organisées par la National Collegiate Athletic Association et évolue au sein de l'American Conference.